# كوفاليا
كوفاليا (ياليونانية: Κουφάλια) هي وحدة بلدية ومدينة تابعة لبلدية خالكيدونا ضمن مقاطعة سالونيك.  كوفاليا هي مقر بلدية خالكيدونا، وكانت بلدية منفصلة قبل إصلاح الحكومة المحلية عام 2011.

## القطاع الإدراي
تتكون الوحدة البلدية في كوفاليا إلى كومونتين هما كوفاليا (عدد السكان 8,139) وبروخوما (عدد السكان 2,440) حسب تعداد عام 2011.

## الجغرافيا
تقع كوفاليا على بعد 35 كيلومترًا شمال غرب مدينة سالونيك بجانب نهر أكسيوس. تغطي كومونة كوفاليا مساحة 67.591 كيلومتر مربع بينما تغطي الوحدة البلدية مساحة 106.128 كيلومتر مربع.

## التاريخ
تم بناء كوفاليا شمال مدينة إخناي القديمة. ينحدر معظم سكانها من بلدة كافاكلي في بلغاريا. انتقلوا إلى المنطقة بعد توقيع معاهدة نويي عام 1919 بين اليونان وبلغاريا والتي أجبرت السكان على تبادل الأماكن بين البلدين. في المقابل هاجر معظم سكان القرية البلغاريين إلى بلغاريا، واستقر أغلبهم على ساحل البحر الأسود في منطقة أنكيالو. أطلق السكان على المدينة اسم كوفالوفو (البلغارية: Куфалово).